# Golomb-Folge
Die Golomb-Folge (nach dem Mathematiker Solomon W. Golomb, aber auch bekannt als Silverman-Folge) ist eine sich selbst erzeugende Folge ganzer Zahlen, bei der die an {\displaystyle n}-ter Stelle stehende Zahl {\displaystyle a_{n}} angibt, wie oft {\displaystyle n} in der Folge vorkommt. Beispielsweise steht an fünfter Stelle {\displaystyle (n=5)} eine 3, also wird die 5 später 3-mal hinzugefügt.

## Aufbau
An erster Stelle steht die 1, die besagt, dass {\displaystyle n=1} genau einmal vorkommt. Da diese Bedingung damit gleichzeitig erfüllt ist, kann keine weitere 1 auftauchen, und es folgt an zweiter Stelle ({\displaystyle n=2}) die 2. Daraus folgt, dass die 2 zweimal in der Folge vorkommt. Nach der bereits vorhandenen wird dementsprechend eine weitere 2 hinzugefügt, sodass an dritter Stelle ({\displaystyle n=3}) ebenfalls eine 2 steht. Das bedeutet, dass auch die 3 zweimal vorkommt. Somit lautet die Folge bis hierhin: 1, 2, 2, 3, 3. Da an vierter und an fünfter Stelle nun je eine 3 steht, werden genau 3 Vieren und 3 Fünfen hinzugefügt: 1, 2, 2, 3, 3, 4, 4, 4, 5, 5, 5. Damit erhält man die Stellen 6 bis 11 und kann an ihnen ablesen, wie viele Sechsen, Siebenen etc. die Folge fortsetzen.
Daraus ergibt sich für die ersten {\displaystyle n}: 1, 2, 2, 3, 3, 4, 4, 4, 5, 5, 5, 6, 6, 6, 6, 7, 7, 7, 7 (Folge A001462 in OEIS).

## Formale Definition
Als mathematische Beschreibung dieser Rekursion fand der Statistiker Colin Mallows für das jeweils nächste {\displaystyle n} die Differenzengleichung
{\displaystyle a_{n+1}=1+a_{n+1-a_{a_{n}}}({\text{für }}n>1;a_{1}=1)}
Oder in alternativer Schreibweise:
{\displaystyle a(n+1)=1+a(n+1-a(a(n)))}

Beispiel
Wenn die ersten vier Stellen der Folge bekannt sind, gilt für die fünfte:
{\displaystyle a_{5}=a_{4+1}=1+a_{4+1-a_{a_{4}}}=1+a_{5-a_{3}}=1+a_{5-2}=1+a_{3}=1+2=3}

{\displaystyle a_{5}=3}, also kommt die 5 dreimal vor.
Eine Annäherung an {\displaystyle a_{n}} für beliebige Werte von {\displaystyle n} kann man mit dem Goldenen Schnitt {\displaystyle \Phi } (≈ 1,618) berechnen:
{\displaystyle a_{n}\approx \Phi ^{2-\Phi }\cdot n^{\Phi -1}}

Beispiel
{\displaystyle a_{57}\approx \Phi ^{2-\Phi }\cdot {57}^{\Phi -1}\approx 14{,}6223278\approx 15}

{\displaystyle a_{57}\approx 15}, d. h., laut Annäherungsformel ist die 57 in der Folge 15-mal vorhanden (tatsächlicher Wert: 15).